# Yu Yue

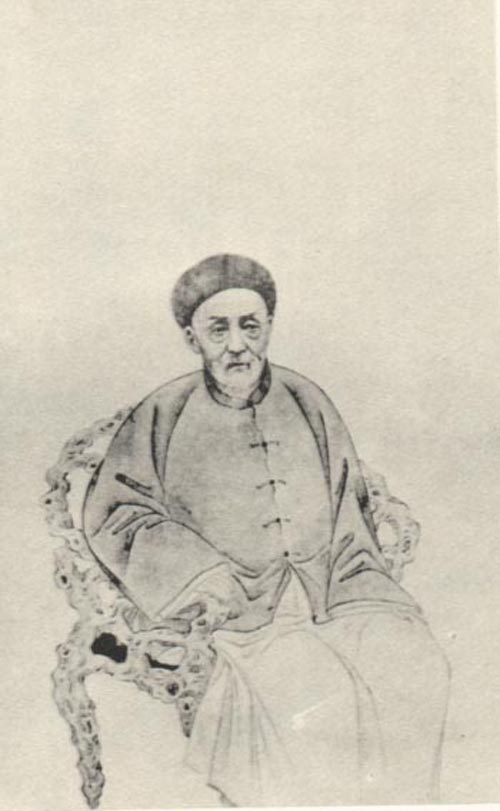
Yu Yue

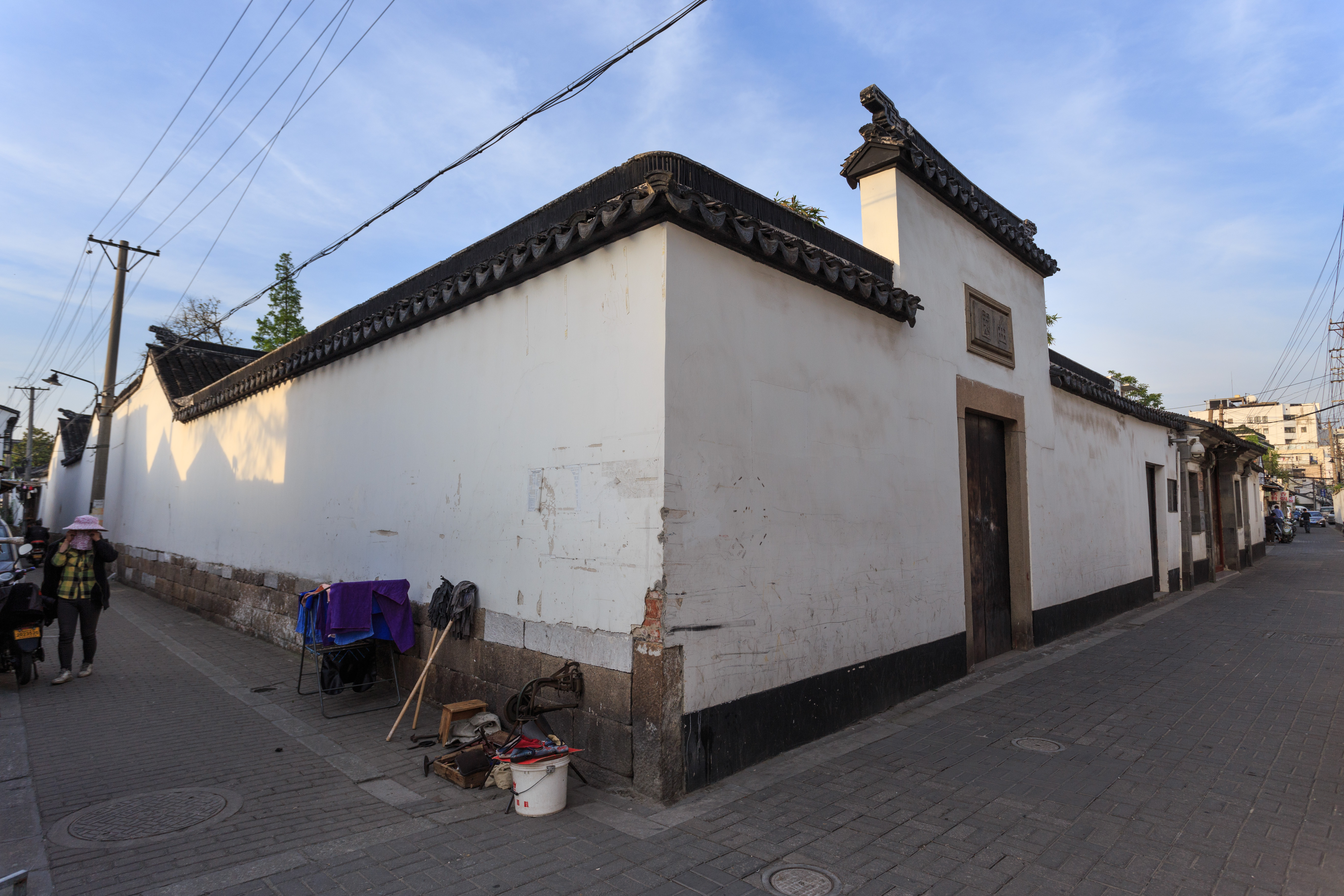
Ehemaliger Wohnsitz von Yu Yue in Suzhou (Jiangsu)

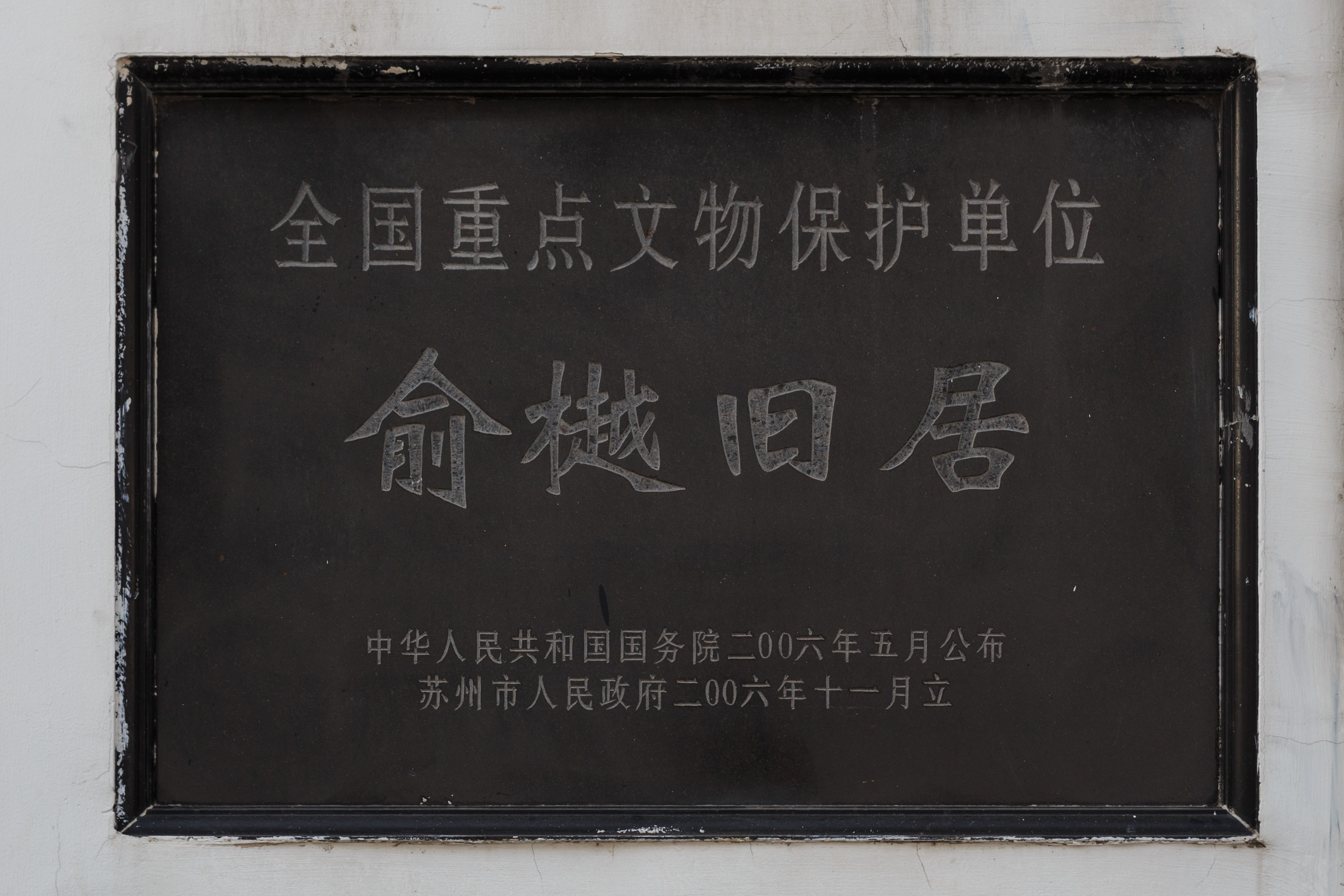
Denkmalstafel der Volksrepublik China (2006)

Yu Yue (chinesisch 俞樾; 1821–1907), auch bekannt als Yu Yinfu (荫甫) und Quyuan (曲园), war ein konfuzianischer Gelehrter, Philosoph und namhafter chinesischer Philologe, der in der letzten Periode der Qing-Dynastie lebte.

## Leben und Werk
Yu wurde 1821 geboren und stammte ursprünglich aus Deqing in der Provinz Zhejiang. Nachdem er die kaiserliche Prüfung zum Beamten und Studenten der Hanlin-Akademie bestanden hatte, bekleidete er verschiedene Positionen in der akademischen Bürokratie. Kurz darauf gab er seine Verantwortung auf und zog sich nach Suzhou (Jiangsu) zurück, wo er sich dem Unterrichten und der Neuinterpretation chinesischer Klassiker widmete. Zhang Binglin war einer seiner herausragenden Schüler. Er ist im Jahr 1907 verstorben. Er war berühmt für sein Studium der Klassiker, der alten Philosophen und auch als Philologe. Die Theorien von Wang Niansun und Wang Yinzhi (Vater und Sohn) schätzte er sehr und trat in ihre Fußstapfen. Der britische Sinologe Arthur Waley weist in seiner Übersetzung der Gespräche des Konfuzius darauf hin, dass die Methoden kritischer Philologie für den Text [des Lunyu] zuerst von solchen Gelehrten wie Ruan Yuan (1764–1849), Wang Niansun (1744–1832), Wang Yinzhi (1766–1834) und Yu Yue (1821–1906) angewandt worden seien, und dass der einzige europäische Verfasser, der diese einheimischen Studien zu irgendeinem Zweck verwendet habe, Chavannes gewesen sei, in seiner Behandlung der Konfuzius-Biographie in den Mémoires Historiques (d. h. seiner französischen Übersetzung der ersten Bücher des Shiji von Sima Qian). Von den Verfassern des modernen Hanyu da zidian beispielsweise werden seine Studien zu zahlreichen frühen chinesischen Texten herangezogen. Die philosophisch-wissenschaftliche Abhandlung Rizhi lu 日知录  (Notizen über tägliches Lernen) von Gu Yanwu gab Yu Yue mit kurzen Anmerkungen versehen kommentiert heraus. Hervorzuheben sind seine Studien Zhuzi pingyi 诸子平议 (A Justified Discussion of Philosophers) und Qunqing pingyi 群經平議 (A Justified Discussion of the Classics — Analyse und Kommentare zu den konfuzianischen Klassikern), worin Yu Yue der Methodik der Arbeit von Wang Yinzhi (in dessen Jingyi shuwen 經義述聞) folgt, außerdem sein Gushu yiyi juli 古书疑义举例. Seine Studien sind meist in thematisch vereinten Sammelwerken erschienen, die wiederum in Congshu abgedruckt worden sind, insbesondere dem Chunzaitang quanshu 春在堂全书.
Der ehemalige Wohnsitz von Yu Yue (Yu Yua jiuju 俞樾旧居 bzw. Quyuan 曲園) in Suzhou steht auf der Denkmalsliste der Volksrepublik China (6-928).

## Publikationen
(HYDZD-Bibliographie 2580-2585)
- Chunzaitang suibi 春在堂随笔, Chunzaitang quanshu 春在堂全书
- Qunjing pingyi 群经平议, Huang Qing jingjie xubian 皇清经解续编
- Zhuzi pingyi 诸子平议, Zhonghua shuju 1959
- Gushu yiyi juli 古书疑义举例, Chunzaitang quanshu 春在堂全书
- Chunzaitang zawen 春在堂杂文, Chunzaitang quanshu 春在堂全书
- Chaxiangshi cong chao 茶香室丛钞, Chunzaitang quanshu 春在堂全书

Studien zu folgenden alten Texten werden in der Bibliographie des Hanyu da zidian (Abk. HYDZD) aufgeführt (mit Angabe der jeweiligen Bibliographie-Nummer, Bezeichnung der Werke, ggf. Verfasser, Titel, Congshu usw.):
- 1 Zhouyi 周易 (Yi 易): Zhouyi pingyi 周易平议 (Huang Qing jingjie xubian 皇清经解续编)
- 3 Maoshi 毛诗 (Shi 诗): Maoshi pingyi 毛诗平议 (Huang Qing jingjie xubian 皇清经解续编)
- 8 Mozi 墨子: Mozi pingyi 墨子平议 (Zhuzi pingyi 诸子平议, Chunzaitang quanshu) 春在堂全书
- 10 Sun Wu 孙武 (Sunzi bingfa 孙子兵法 / Sunzi 孙子): Sunzi pingyi bulu 孙子平议补录 (Zhuzi pingyi bulu 诸子评议补录)
- 13 Laozi Daodejing 老子道德经 (Laozi 老子): Laozi pingyi 老子平议 (Zhuzi pingyi 诸子平议)
- 16 Nanhua zhenjing 南华真经 (Zhuangzi 庄子): Zhuangzi pingyi 庄子平议 (Zhuzi pingyi 诸子平议)
- 17 Guoyu 国语: Chunqiu waizhuan guoyu pingyi 春秋外传国语平议 (Huang Qing jingjie xubian 皇清经解续编)
- 20 Deng Xizi 邓析子: Deng Xizi pingyi bulu 邓析子平议补录 (Zhuzi pingyi bulu 诸子平议补录, Zhonghua shuju 1956)
- 21 Shangjun shu 商君书: Shangzi pingyi 商子平议 (Zhuzi pingyi诸子平议, Chunzaitang quanshu 春在堂全书)
- 24 Guanzi 管子: Guanzi pingyi 管子平议 (Zhuzi pingyi 诸子平议, Chunzaitang quanshu 春在堂全书)
- 25 Yanzi chunqiu 晏子春秋: Yanzi chunqiu pingyi 晏子春秋平议 (Zhuzi pingyi 诸子平议, Chunzaitang quanshu 春在堂全书)
- 26 Gongsun Longzi 公孙龙子: Gongsun Longzi pingyi bulu 公孙龙子平议补录 (Zhuzi pingyi bulu 诸子平议补录, Zhonghua shuju 1956)
- 27 Xunzi 荀子: Xunzi pingyi 荀子平议 (Zhuzi pingyi 诸子平议, Chunzaitang quanshu 春在堂全书)
- 28 Han Feizi 韩非子: Han Feizi pingyi 韩非子平议 (Zhuzi pingyi 诸子平议, Chunzaitang quanshu 春在堂全书)
- 30 Lüshi chunqiu 吕氏春秋: Lüshi chunqiu pingyi 吕氏春秋平议 (Zhuzi pingyi 诸子平议, Chunzaitang quanshu 春在堂全书)
- 34 Jizhong Zhoushu 汲冢周书 (Yi Zhoushu 逸周书): Zhoushu pingyi 周书平议 (Huang Qing jingjie xubian 皇清经解续编)
- 38 Shanhaijing 山海经: Shanhaijing pingyi bulu 山海经平议补录 (Zhuzi pingyi bulu 诸子平议补录)
- 41 Heguanzi 鹖冠子: Heguanzi pingyi bulu 鹖冠子平议补录 (Zhuzi pingyi bulu 诸子平议补录, Zhonghua shuju 1956)
- 47 Lu Jia 陆贾: Xinyu 新语: Xinyu pingyi bulu 新语平议补录 (Zhuzi pingyi bulu 诸子平议补录, Zhonghua shuju 1956)
- 48 Jia Yi 贾谊: Xinshu 新书: Jiazi pingyi 贾子平议 (Zhuzi pingyi 诸子平议, Chunzaitang quanshu 春在堂全书)
- 55 Dong Zhongshu 董仲舒: Chunqiu fanlu 春秋繁露: Chunqiu fanlu pingyi 春秋繁露平议 (Zhuzi pingyi 诸子平议)
- 62 Liu Xiang 刘向: Shuoyuan 说苑: Shuoyuan pingyi bulu 说苑平议补录 (Zhuzi pingyi bulu 诸子平议补录, Zhonghua shuju 1956)
- 69 Yang Xiong 扬雄: Yangzi fayan 扬子法言 / Fayan 法言: Yangzi fayan pingyi 扬子法言平议 (Zhuzi pingyi 诸子平议, Chunzaitang quanshu 春在堂全书)
- 70 Yang Xiong 扬雄: Taixuanjing 太玄经 / Taixuan 太玄: Yangzi Taixuan pingyi 扬子太玄平议 (Zhuzi pingyi 诸子平议, Chunzaitang quanshu 春在堂全书)
- 80 Tongxuan zhenjing 通玄真经  / Wenzi 文子: Wenzi pingyi bulu 文子平议补录 (Zhuzi pingyi bulu 诸子平议补录, Zhonghua shuju 1956)
- 85 Yuan Kang 袁康: Yuejue shu 越绝书: Du Yuejue shu 读越绝书 (Chunzaitang congshu 春在堂全书); Yuejue shu pingyi bulu 越绝书平议补录 (Zhuzi pingyi bulu 诸子平议补录)
- 86 Wang Chong 王充: Lunheng 论衡: Lunheng pingyi bulu 论衡平议补录 (Zhuzi pingyi bulu 诸子平议补录)
- 91 Wang Fu 王符: Qianfu lun 潜夫论: Qianfu lun pingyi bulu 潜夫论平议补录 (Zhuzi pingyi bulu 诸子平议补录)
- 109 Xu Gan 徐干 (Zhonglun 中论): Du Zhonglun 读中论 (Chunzaitang quanshu 春在堂全书); Zhonglun pingyi bulu 中论平议补录 (Zhuzi pingyi bulu 诸子平议补录, Zhonghua shuju, 1956)
- 128 Chongxu zhide zhenjing 冲虚至德真经  / Liezi 列子: Liezi pingyi 列子平议 (Zhuzi pingyi 诸子平议, Chunzaitang quanshu 春在堂全书)
- 277 Wang Tong 王通: Wenzhong Zi zhongshuo 文中子中说: Wenzhong zi pingyi bulu 文中子平议补录 (Zhuzi pingyi bulu 诸子平议补录, Zhonghua shuju, 1956)
- 387 Han Yu 韩愈: Zhu Wengong jiao Changli xiansheng wenji 朱文公校昌黎先生文集: Du Changli xiansheng ji 读昌黎先生集 (Chunzaitang quanshu 春在堂全书)